# Eugène Langlois
Pour les articles homonymes, voir Langlois.
François Eugène Langlois (né le 10 janvier 1824 à Paris,, où il est mort le 29 août 1888 dans le 19e arrondissement) est un chansonnier, poète, peintre sur porcelaine et contrôleur d'octroi français.

## Œuvre
Certaines de ses œuvres, comme Le Partage, ont été attribuées également à Espérance Langlois. 

### Liste d'œuvres (non exhaustive)
- Le Partage, huile sur toile (attribuée).